# Knut Vollebæk
Knut Vollebæk (født 11. februar 1946 i Oslo) er en norsk politiker (KrF) og diplomat, bedst kendt som Norges udenrigsminister i Regeringen Kjell Magne Bondevik I 1997–2000.
Vollebæk er præstesøn, tog artium i 1964 og er uddannet civiløkonom fra Norges Handelshøyskole 1972, og med studier i statsvidenskab ved University of California 1972–73. Han blev aspirant i Udenrigsministeriet 1973, var ambassadesekretær ved den norske ambassade i New Delhi 1975–78 og Madrid 1978–81. Ambassaderåd i Harare 1984-86 og ambassadør i San José de Costa Rica 1991–93. Han var kontorchef i Udenrigsministeriet 1986–89, ekspedisionschef 1993 og specialrådgiver for bistandssager 1994-97.
Han gjorde sin politiske debut som statssekretær for udenrigsminister Kjell Magne Bondevik i Regeringen Jan P. Syse 1989–90. Han blev udnævnt til ambassadør i Paris sommeren 1997, men nåede kun lige at tiltræde før han blev udenrigsminister fra 17. oktober 1997.
Under hans tid som udenrigsminister var han også formand for OSSE. Vollebæk blev i 2001 udnævnt til kommandør af St. Olavs Orden, han har også 8 andre europæiske ordner.
Vollebæk var fra 2001 til 2007 Norges ambassadør i USA med recidens og ambassade i Washington D.C..
I 2007 blev Knut Vollebæk udnævnt til højkommissær for nationale minoriteter i OSSE (Organisationen for sikkerhed og samarbejde i Europa.)